# Manu Hervás
Manuel „Manu“ Hernández-Sonseca Hervás (* 6. Juni 1986 in Madrid) ist ein ehemaliger spanischer Fußballspieler und nunmehriger -trainer.

## Karriere

### Als Spieler
Hervás begann seine Karriere bei Real Aranjuez. Danach spielte er bei Atlético Madrid. Im März 2005 debütierte er für die B-Mannschaft von Atlético in der Segunda División B, als er am 28. Spieltag der Saison 2004/05 gegen die UD Fuerteventura in der Startelf stand. Dies blieb sein einziger Saisoneinsatz. In der Saison 2005/06 kam er zu drei Einsätzen für Atlético B.
Zur Saison 2006/07 wechselte er zur UD Lanzarote. Für Lanzarote absolvierte er in jener Saison elf Spiele in der dritthöchsten Spielklasse, in denen er ohne Treffer blieb. 2007 wechselte Hervás zur B-Mannschaft des FC Getafe.
Im Dezember 2007 debütierte er für die Profis von Getafe, als er im Pokalspiel gegen den Burgos CF in der 87. Minute für Miguel Pallardó ins Spiel gebracht wurde. Im März 2008 stand er gegen Athletic Bilbao auch erstmals im Kader in der Primera División, wurde allerdings nicht eingesetzt.
Im Januar 2010 wechselte er zum österreichischen Zweitligisten FC Admira Wacker Mödling. Im März 2010 gab er sein Debüt in der zweiten Liga, als er am 20. Spieltag der Saison 2009/10 gegen den FC Gratkorn von Beginn an zum Einsatz kam. In seinen eineinhalb Jahren bei der Admira absolvierte er fünf Partien in der zweiten Liga und zwölf Spiele für die Amateure in der Regionalliga.
Zur Saison 2011/12 wechselte Hervás nach Ungarn zum Erstligisten Zalaegerszegi TE FC, bei dem er einen Dreijahresvertrag erhielt. Für den Verein kam er in jener Saison zu 19 Einsätzen in der Nemzeti Bajnokság, aus der man allerdings zu Saisonende als Tabellenletzter abstieg.
Daraufhin wechselte er 2012 nach Norwegen zum Drittligisten Valdres FK. Im Februar 2014 wechselte Hervás zum FK Gjøvik Lyn. Nach der Saison 2016 beendete er seine Karriere.

### Als Trainer
Nach seinem Karriereende wurde Hervás Co-Trainer sowie Trainer der U-19-Mannschaft bei Raufoss IL.